# たばこ税法
たばこ税法（たばこぜいほう、昭和59年8月10日法律第72号）は、たばこ税の課税物件、納税義務者、課税標準、税率、免税、申告および納付の手続その他たばこ税の納税義務の履行に関する日本の法律である。制定当時の題名は、たばこ消費税法であり、消費税導入にともなう改正で、1989年4月1日から現行の題名に改題されている。
法令番号は昭和59年法律第72号、1984年（昭和59年）8月10日に公布された。たばこに関しては専売制の時代は、日本専売公社からの専売納付金とされていたが、専売制の廃止に伴い税制度に変更された。
本法で、たばこ税の税率は紙巻たばこ1,000本につき6,802円と規定されている（第11条1項）。ただし経過措置として2018年10月1日から2020年9月30日までは、5,802円、2020年10月1日から2021年9月30日までは、6,302円となっている。なお葉巻たばこ、パイプたばこ、加熱たばこは一定の方法で紙巻たばこの本数に換算（第10条2項、3項）する。
また個人輸入の場合は、都道府県たばこ税や市町村たばこ税が課されないため、これらの税金分を含む税率でたばこ税が課される（第11条2項）。

## 構成
- 第一章　総則（第1条―第9条）
- 第二章　課税標準及び税率（第10条・第11条）
- 第三章　免税及び税額控除等（第12条―第16条）
- 第四章　申告及び納付等（第17条―第22条）
- 第五章　雑則（第23条―第27条）
- 第六章　罰則（第28条―第31条）
- 附則